# Pumpellyit
A pumpellyit a szilikátok osztályába tartozó ásványfaj. Elnevezésének eredete: Raphael Pumpelly (1837-1923) amerikai geológusról nevezték el.

## Kémiai és fizikai tulajdonságai
- Képlete: Ca2(Mg, Fe2,Fe3,Al) (SiO4)(Si2O7)(OH)2(H2O*OH) vagy Ca4(Mg, Fe2,Mn)(Al, Fe3,Ti)5O(OH)3(SiO4)2(Si2O7)22H2O
- Szimmetriája: monoklin (prizmás)
- Sűrűsége: 3,18-3,34 g/cm3
- Keménysége: 5-5,5 (a Mohs-féle keménységi skála alapján)
- Hasadása: tökéletes (100 szerint)
- Színe: kékeszöld
- Fénye: üvegfényű

## Szerkezete
Kristályrácsa SiO4-tetraédereket és Si2O7-csoportokat is tartalmaz, így szerkezete a nezo- és a szoroszilikátok közötti átmenetnek tekinthető. Nagyon közel áll az epidot-csoport ásványaiéhoz.

## Megjelenési formái, genetikája
Nyúlt termetű, gyakran sugaras-fészkes megjelenésű.
A kisfokú metamorfózis során képződött metamorfitok – prehnit-pumpellyit fácies – kritikus ásványa. Glaukofán- és zöldpalában fordul elő.

## Rokon ásványfajok
- epidot
- zoizit
- klinozoizit
- ortit